# Schloss Wurmsham

Schloss Wurmsham nach einem Stich von Michael Wening (um 1726)

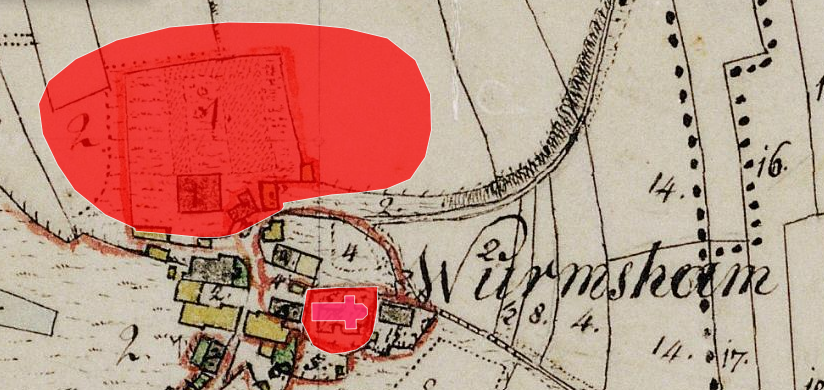
Lageplan von Schloss Wurmsham auf dem Urkataster von Bayern

Das abgegangene Schloss Wurmsham lag in der niederbayerischen Gemeinde Wurmsham im Landkreis Landshut. Die Anlage wird als Bodendenkmal unter der Aktennummer D-2-7640-0020 als „untertägige mittelalterliche und frühneuzeitliche Befunde im Bereich des abgegangenen Schlosses von Wurmsham, darunter Spuren von Nebengebäuden und Vorgängerbauten bzw. älterer Bauphasen“ geführt.

## Baulichkeit
Das Schloss lag ca. 120 m nordwestlich der Kirche St. Ulrich in Wurmsham. Der 1597/99 im Amt Velden gelegene Sitz bestand aus einer hölzernen  Behausung, dem Hofbauern und dem Buchenbauer, der Tafern, der Schmiedstatt, dem Badhaus, der Mesnersölde und fünf Häuseln. 1619 wird ein „gemauertes Schloss“ zu Wurmsham urkundlich genannt. 1694 wird der „Süz Wurmbshamb“ mit einem „alt gemauerten Haus“ erwähnt, im Jahr darauf, 1695, ließ Albrecht Sigismund von Riemhofen einen Neubau an Stelle des früheren Schlosses errichten und zog von Vatersham nach Wurmsham; dieses Schloss wird auf dem Stich von Michael Wening dargestellt. Ob auch das alte Schloss an der Stelle des Neubaus gestanden hat, ist nicht bekannt, seine Geschichte reicht in das 14. Jahrhundert zurück.
Das Schlossgebäude war ein dreigeschossiger Bau mit einem ausgeprägten Walmdach, aus dem zwei hohe Kamine ragten. Das Haus war fast quadratisch mit je fünf Fensterachsen. Es war von einem umfangreichen Gartengelände und im Süden von einem hakenförmigen Wirtschaftsbau umgeben, der sich in einer Mauer um das Schloss fortsetzt. Auf dem Stich ist das Wappen der Riemhofer auf Vatersham und Wurmsham abgebildet. Um 1860 wurde das Schloss abgerissen, heute ist das Schlossgelände eine Wiese bzw. im Süden mit Häusern überbaut.

## Geschichte
Wurmsham wird im Schenkungsbuch der Propstei Berchtesgaden bereits 1197 genannt.  Es ist anzunehmen, dass bereits damals ein Dienstmann des Klosters hier lebte.
Die urkundlich nachgewiesenen ersten Besitzer eines Edelsitzes in Wurmsham waren die Vieregg. 1506 wird die Hofmark „Wurmshaim“ urkundlich genannt. 1580 gehört sie einem Leonhard Althaimer. 1597/99 war der Sitz im Besitz von Anna Schieckh, damals Pflegerin von Biburg. Von ihr kam der Sitz an die Griestetter, damals Besitzer der Hofmark Binabiburg. Um 1600 gelangte der Besitz von der Anna Schieckh an ihre Schwester, Caroly Eisenreich, aus München, welche bereits den Sitz Neuenaich besaß. Durch die Heirat der Anna Schieckh, geborene Zeilhoferin, mit Hans Albrecht Ainkhürn, Pfleger zu Neustadt und Besitzer des Sitzes Biedenbach, kam Wurmsham zu ihm. Etwa 1638 verkaufte er die Hofmark an seinen Schwiegersohn Wolf von Vieregg. Dieser verkaufte den Sitz 1664 an Hans Wolf von Leonprechting, damals Pfleger von Kelheim und auch dort wohnhaft.
Am 24. März 1683 kaufte den Sitz Albrecht Sigismund von Riemhofen den Sitz „Wurmbshamb“. 1695 ließ Albrecht Sigismund einen Neubau an Stelle des alten Schlosses in Wurmsham errichten. Er zog nach der Fertigstellung des Schloss-Neubaus von Vatersham in das neue Schloss nach Wurmsham. Seine Frau, Katharina Franziska Riemhofer, geborene Trainer, starb am 26. März 1710; auch seine Kinder waren schon früh verstorben. Albrecht Siegmund selbst verstarb am 9. August 1719. Nach längeren Erbauseinandersetzungen kam Wurmsham zuerst an die Stöckl von Hertenberg und dann an die Ammann (Amon) von Au, zu Ellenbach und Wurmsham. 1722 hat Johann Ferdinand Alois Freiherr von Wager Wurmsham erworben. Er nannte sich „von und zu Vilsheim auf Sattlbogen, Wurmsham und Vatersham, Ottering (bei Taufkirchen/Vils) und Thödting“. Seit 1720 war er mit Maria Anna Franziska, Tochter des Mathias Ignatius Amon von Au zu Ellenbach und Thödting verheiratet. 1730 kam die Hofmark an die Grafen von Törring zu Jettenbach. Zwischen 1752 und 1767 war Graf Maximilian von Törring Besitzer von Wurmsham. Er verkaufte am 5. Dezember 1786 den Sitz an Frau Josepha Gräfin von Wahl, geborene Neuhaus auf Zangenberg, und ihren Schwager Franz Xaver Reichsgraf von der Wahl auf  Aurolzmünster. Nachdem Franz Xaver 1791 verstorben war, erhielt Maria Josepha das Schloss Wurmsham zum Alleineigentum. Sie war sehr vermögend, zu ihrem Besitz gehörten Salmanskirchen, Schönberg, Oberbergkirchen, Binabiburg,  Zangberg, Vatersham und Wurmsham sowie die Hofmarken Walkersaich und Schwindach (heute ein Gemeindeteil von Schwindegg). Sie starb 1807 als Witwe ohne Nachkommen. Von 1808 bis 1811 waren die Güter bei der Patrimonialverwaltung der gräflich Wahl‘schen Erben. Durch eine Erbverbindung kam Wurmsham 1811 an Joseph Mathias Albert Graf von Taufkirchen an der Vils (* 7. Juni 1752, + 18. Februar 1843), Herr auf Aurolzmünster, Katzenberg und Zangberg, Seiner königlichen Majestät von Bayern Kämmerer, wirklicher geheimer Rat und Oberstsilberkämmerer. Dieser verarmte bei seinen nicht erfolgreichen alchimistischen Versuchen, Gold zu machen, und seine Güter wurden an den Grafen Franz von Deroy verkauft. 
Von diesem kaufte der Schreiner Bartholomäus Krinninger 1814 das Schloss Wurmsham um 1.000 Gulden; Krinninger hatte bereits zuvor das „Schneiderhaus“ am 13. Mai 1786 geschenkt bekommen. Bereits 1786 hatte die Mutter von Josef Held (Wirt in Wurmsham) um 3.500 Gulden alle Gründe des Schlosses mit allen Einrichtungen von dem damaligen Besitzer, Graf Max Joseph von Törring auf Wurmsham, erworben. Nach dem Tod von Max Krinninger heiratete seine Witwe Katharina den Schreiner Franz Hug, der damit das Schloss 1825 erhielt. Nach mehreren Besitzerwechseln wurde das Schloss um 1860 abgerissen.